# Campbell Walsh
Pour les articles homonymes, voir Walsh.
Campbell Walsh, né en 1977 à Glasgow, est un kayakiste britannique.

## Palmarès

### Jeux olympiques
- Jeux olympiques de 2004 à Athènes,  Grèce
  -  Médaille d'argent en K1

### Championnats du monde de canoë-kayak slalom
- 2009 à La Seu d'Urgell,  Espagne
  -  Médaille d'argent en relais 3 × K1
- 2007 à Foz do Iguaçu,  Brésil
  -  Médaille de bronze en K1
- 2006 à Prague,  République tchèque
  -  Médaille de bronze en K1

### Championnats d'Europe de canoë-kayak slalom
- 2009 à Nottingham,  Royaume-Uni
  -  Médaille d'or en relais 3 × K1
- 2008 à Cracovie,  Pologne
  -  Médaille d'or en K1
- 2007 à Liptovský Mikuláš,  Slovaquie
  -  Médaille de bronze en K1
  -  Médaille de bronze en relais 3 × K1
- 2004 à Skopje,  Macédoine
  -  Médaille d'argent en relais 3 × K1